# Horaiclavus anaimus
Horaiclavus anaimus é uma espécie de gastrópode do gênero Horaiclavus, pertencente a família Horaiclavidae.